# Exocentrus santali
Exocentrus santali är en skalbaggsart som beskrevs av Fisher 1933. Exocentrus santali ingår i släktet Exocentrus och familjen långhorningar. Inga underarter finns listade i Catalogue of Life.